# Лукьянов, Роман Григорьевич
Рома́н Григо́рьевич Лукья́нов (род. 27 марта 1993 в Тюмени) — российский хоккеист. Вратарь сборной России по сурдохоккею. Чемпион зимних Сурдлимпийских игр (2015), чемпион мира (2013), призёр чемпионатов России по хоккею с шайбой (спорт глухих). Заслуженный мастер спорта России.
Член сурдлимпийской сборной команды России с 2012 года. Тренируется в РСООИ «ФСГ г. Москвы» у Петрова Валерия Шакировича.

## Награды и спортивные звания
- Почётная грамота Президента Российской Федерации (8 апреля 2015 года) — за выдающийся вклад в повышение авторитета Российской Федерации и российского спорта на международном уровне и высокие спортивные достижения на XVIII Сурдлимпийских зимних играх 2015 года[2].
- Заслуженный мастер спорта России (2015).